# Klostertal
Klostertal är en dal i Österrike.   Den ligger i förbundslandet Vorarlberg, i den västra delen av landet, 500 km väster om huvudstaden Wien.
I omgivningarna runt Klostertal växer i huvudsak barrskog. Runt Klostertal är det ganska glesbefolkat, med 47 invånare per kvadratkilometer.